# Andinaugochlora centralpina
Andinaugochlora centralpina là một loài Hymenoptera trong họ Halictidae. Loài này được Engel & Smith-Pardo mô tả khoa học năm 2004.